# Gribanowski
Gribanowski (russisch Гриба́новский) ist eine Siedlung städtischen Typs in der Oblast Woronesch (Russland) 15.686 Einwohnern (Stand 14. Oktober 2010).

## Geographie
Die Siedlung befindet sich im Südostteil der Oka-Don-Ebene, knapp 200 Kilometer Luftlinie östlich des Oblastverwaltungszentrums Woronesch. Gut zehn Kilometer südöstlich von Gribanowski liegt jenseits des Waldgebietes Tellermanowskaja roschtscha und des Flusses Worona, der dort in den Chopjor mündet, die Stadt Borissoglebsk.
Gribanowski ist Verwaltungszentrum des gleichnamigen Rajons Gribanowski.

## Geschichte
Der Ort entstand als Dorf Bolschaja Gribanowka („Groß Gribanowka“) am Anfang des 18. Jahrhunderts als eine der ersten russischen Ortschaften des Gebietes. Erwähnt wurde es 1708 im Zusammenhang mit der Teilnahme seiner Bewohner am Kosaken- und Bauernaufstand unter Kondrati Bulawin.
Relativ früh erhielt das Dorf mit Eröffnung der Strecke nach Borissoglebsk 1869 einen Eisenbahnanschluss; in den Folgejahren wurde die Strecke nach Zarizyn (heute Wolgograd) an der Wolga verlängert. In der sowjetischen Periode wurden im Ort Betriebe der holzverarbeitenden Industrie (Möbelfabrik) und eine Maschinenfabrik angesiedelt.
1935 wurde Bolschaja Gribanowka Verwaltungszentrum eines neu gegründeten Landkreises (Rajon). 1957 erhielt der Ort unter dem heutigen Namen den Status einer Siedlung städtischen Typs.

### Bevölkerungsentwicklung
| Jahr | Einwohner |
| ---- | --------- |
| 1939 | 11.730    |
| 1959 | 15.928    |
| 1970 | 17.219    |
| 1979 | 16.410    |
| 1989 | 17.122    |
| 2002 | 17.461    |
| 2010 | 15.686    |

Anmerkung: Volkszählungsdaten

## Kultur und Sehenswürdigkeiten
In Gribanowski steht die Kirche der Erscheinung des Herrn (церковь Богоявления, zerkow Bogojawlenija) von beachtlichen Ausmaßen, die 1899 im historistischen „russischen Stil“ errichtet wurde.

## Wirtschaft und Infrastruktur
Gribanowski ist Zentrum eines Landwirtschaftsgebietes mit Anbau von Getreide, Hülsenfrüchten und Kartoffeln sowie Rinder-, Schaf- und Geflügelhaltung. Neben Unternehmen der Lebensmittelindustrie gibt es eine Maschinen- und zwei Möbelfabriken.
Gribanowski liegt an Eisenbahnstrecke Grjasi – Wolgograd (Stationsname Gribanowka; Streckenkilometer 662 ab Moskau). An der Siedlung führt die Fernstraße A144 vorbei, die als Teil der Europastraße 38 von Kursk über Woronesch kommend weiter über Borissoglebsk nach Saratow verläuft. Einige Kilometer östlich von Gribanowski kreuzt sie die Fernstraße M6, die von Moskau nach Wolgograd und Astrachan führt.